# Alice Japan
Alice Japan (アリスJAPAN, Arisu JAPAN) est une maison de production de films vidéo pornographiques japonaise créée en 1986, appartenant à la compagnie Japan Home Video. 

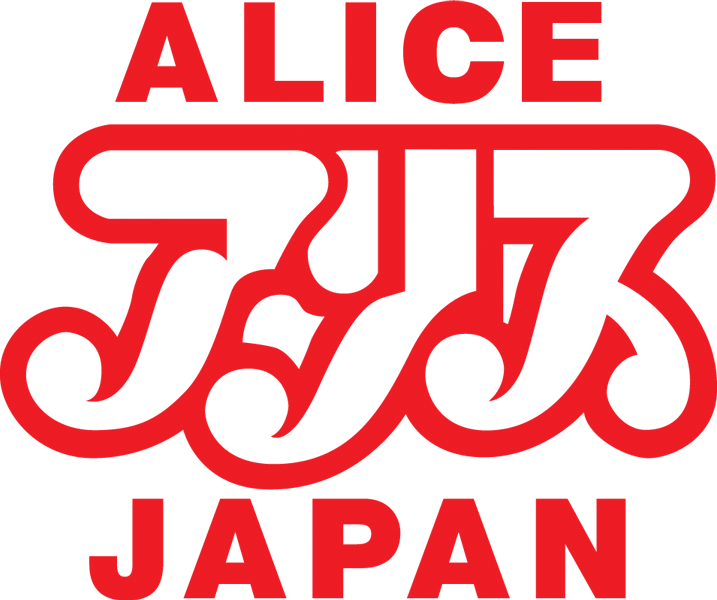
Logo de Alice Japan

En plus du label standard Alice Japan existent divers sous-label : Directors, Babylon, Erotica, ADNIS, Alice Pink, Charm, Chocolat, Jewel, midi, Mikle, Mirukuru, Pino.

## Liens
- Site officiel (ja)
- Fiche IMdB